# Christoph Wagner (Musikphysiologe)
Christoph Wagner (* 20. Mai 1931 in Marburg; † 30. August 2013 in Isernhagen) war ein deutscher Mediziner und Musiker. Er begründete die Musikphysiologie im deutschsprachigen Raum. Seine Forschung zur Individualität der Musikerhand ist weltweit einzigartig.

## Leben
Christoph Wagner studierte Medizin in Marburg, Mainz und München (1952–1957). Nach der Promotion zum Dr. med. schloss er in Detmold ein Musikstudium mit Hauptfach Dirigieren an (1958–1963).
Ab 1964 entwickelte er am Max-Planck-Institut für Arbeitsphysiologie in Dortmund ein Konzept zur systematischen instrumentalpädagogischen Forschung. Ausgangspunkt war die Entwicklung instrumentenspezifischer Untersuchungsmethoden: zur Aufklärung essentieller organischer Voraussetzungen für das Instrumentalspiel, zur Darstellung physiologischer Vorgänge während des Spielens sowie zur Objektivierung musikalisch-technischen Könnens am Instrument.
Erster Forschungsschwerpunkt wurde die biomechanische Untersuchung von Musikerhänden (später weltweit patentiert), unter Beteiligung von ca. 1000 Instrumentalisten deutscher Musikhochschulen und Orchester. Mit dem individuellen „Handprofil“, das bis zu 40 Handeigenschaften erfasst, stellte er das Verständnis spieltechnischer Probleme und organischer Beschwerden auf eine neue Grundlage. Weitere systematische Studien galten der rhythmischen Präzision von professionellen Pianisten.
1974 wurde Christoph Wagner zum Professor an die Hochschule für Musik und Theater Hannover berufen. Mit der Gründung des Instituts für Musikphysiologie (bis 1979 unter dem Namen „Institut für experimentelle Musikpädagogik“) gelang ihm die erstmalige Verankerung musikphysiologischer Forschung, Lehre und Beratung in einer europäischen Musikhochschule. Neben der methodologischen Weiterentwicklung der Biomechanischen Handdiagnostik führte er hier auch zahlreiche Modellstudien durch, z. B. vergleichende Untersuchungen über manuelle Gegebenheiten bei Erfolgreichen bzw. Gesunden einerseits und Problemfällen andererseits sowie über Fingerkräfte bei Pianisten und den Kraftverlauf beim Klavieranschlag. 1992 veranstaltete Wagner das erste internationale Symposion von Musikern und Medizinern in Deutschland.
Christoph Wagners 2005 erschienenes Buch Hand und Instrument (Breitkopf & Härtel) fasst seine Forschungsergebnisse zur Musikerhand zusammen. Mit Messblättern zur „Pragmatischen Handeinschätzung“ macht er die enorme Variationsbreite bei Daumenspannweiten und Binnenspannweiten auf einfache Weise für den individuellen Vergleich zugänglich.
Christoph Wagner war Mitgründer und ab 2001 Ehrenmitglied der Deutschen Gesellschaft für Musikphysiologie und Musikermedizin (DGfMM) sowie Gründungsmitglied der European Piano Teachers Association Sektion Deutschland (EPTA).
Seit 2009 wird Wagners Biomechanische Handdiagnostik am Zürcher Zentrum Musikerhand (ZZM) des Bereichs Musikphysiologie/Musik- und Präventivmedizin der Zürcher Hochschule der Künste (ZHdK) weitergeführt.

## Schriften
Bücher
- (Hrsg.) Medizinische Probleme bei Instrumentalisten: Ursachen und Prävention. Laaber-Verlag, Laaber 1995, ISBN 3-89007-195-3.
- Hand und Instrument: Musikphysiologische Grundlagen – Praktische Konsequenzen. Breitkopf & Härtel, Wiesbaden 2005, ISBN 3-7651-0376-4.

Artikel (Auswahl)
- Zum Problem des Übens in der Musik (1968)
- Untersuchungen zur Ergonomie des Klavierspiels (1968)
- Experimentelle Untersuchungen über das Tempo (1974). Studie mit Herbert von Karajan
- Success and Failure in Musical Performance: Biomechanics of the Hand (1988)
- The Pianist’s Hand: Anthropometry and Biomechanics (1988)
- Instrumentalspiel und Physiologie: Über die Schwierigkeiten der Verständigung zwischen Kunst und Wissenschaft (1989)
- Interaction of Biomechanical and Training Factors in Musicians with Occupational Cramp/Focal Dystonia (1991), mit Fr. Wilson, V. Hömberg, J. Noth
- Physiologischer Ratgeber (1993)
- Musikphysiologische Begabungsforschung: Probleme und Anwendung (1994)
- Physiologische und pathophysiologische Grundlagen des Musizierens (1995)
- Zeit für Musikphysiologie (1994)
- Wrist Symptoms in Instrumental Musicians: Due to Biomechanical Restrictions? (1996), mit M. Schuppert
- Biologische Probleme im Instrumentenbau (1996)
- Musikphysiologie im Rahmen der Musikhochschule (1997), mit J. Blum
- Musicians’ Hand Problems: Looking at Individuality (2012)